# Hypognatha lagoas
Hypognatha lagoas är en spindelart som beskrevs av Levi 1996. Hypognatha lagoas ingår i släktet Hypognatha och familjen hjulspindlar. Inga underarter finns listade i Catalogue of Life.